# Estádio da Luz (1954)
Pour le nouveau stade, voir Estádio da Luz.
L'Estádio da Luz (officiellement Estádio do Sport Lisboa e Benfica, ou « stade du SL Benfica ») était un stade omnisports situé à Lisbonne, au Portugal, construit en 1954 et démoli en 2003 pour être remplacé par un nouveau stade portant le même nom. Il était principalement utilisé pour le football dont les rencontres à domicile du club de Benfica. 
Il tire son nom de la paroisse historique de la Luz, un quartier de la freguesia de Carnide, lui-même nommé d'après l'église Nossa Senhora da Luz (Notre-Dame de la Lumière), situé au centre-ouest de la ville, près du parc forestier de Monsanto.

## Histoire
Le stade a été inauguré le 1er novembre 1954, à l'occasion d'une rencontre entre le SL Benfica et le FC Porto. D'une capacité initiale de 50 000 places, il passe à 75 000 places en 1960. En 1985, il était le plus grand stade d'Europe, avec une capacité de 127 000 places, devant le Nou Camp de Barcelone. En 1998, pour des raisons de sécurité, sa capacité fut ramenée à 78 000 places.
Le dernier match de l'histoire de ce stade eut lieu le 21 mars 2003, opposant le Benfica à Santa Clara (victoire 1-0 de Benfica).
Dans l'optique de l'Euro 2004, l'enceinte fut détruite, et un nouvel Estádio da Luz d'environ 65 000 places vit le jour fin 2003, sur le même site. Le président du club de l'époque, Joaquim Ferreira Bogalho, et les associés du club rassemblèrent des fonds pour la construction du nouveau stade, bien qu’ils y eussent déjà fortement contribué avec des dons ou à travers leur travail durant les week-ends. Une « campagne du ciment » fut mise en place, où de nombreux sacs de ciment furent offerts au club afin de construire l'enceinte.

## Événements
- Coupe du monde de football des moins de 20 ans 1991.
- Finale de la Coupe d'Europe des vainqueurs de coupe 1991-1992 (Werder Brême - AS Monaco), 6 mai 1992.